# 남제동
남제동(南蹄洞)은 대한민국 전라남도 순천시의 동이다.

## 개요
남제동은 본래 순천군 장평면 지역으로서 1914년 일제의 행정구역 폐합에 따라 장평면의 남정리, 신흥리, 남제리와 도리면의 지정리 일부를 병합 남정리라 하고, 장평면 인제리는 그대로 인제리라 하여 각각 순천면에 편입 되었고, 1913년 11월 1일 남정리, 인제리는 순천읍에 속했으며, 1949년 8월 14일 순천부에 속했으며, 1949년 8월 15일 지방자치제 시행에 따라 순천부가 순천시로 바뀌고 동제 실시에 따라 순천시 남정동, 인제동으로 운영하다가 1964년 1월 7일 순천시의 33개동을 16개 행정운영 동으로 조정 하면서 남제동이라하여 현재에 이르고 있다.

## 행정 구역
- 남정동(南亭洞)
- 인제동(麟蹄洞)

## 교육
- 순천고등학교
- 순천성남초등학교